# Propyleenimine
Propyleenimine is een organische verbinding met als brutoformule C3H7N. Het is een kleurloze, viskeuze en rokende vloeistof met een kenmerkende geur. De stof is matig tot slecht oplosbaar in water. Propyleenimine wordt gebruikt in de organische synthese.

## Toxicologie en veiligheid
De stof kan polymeriseren onder invloed van zuren, met brand- of ontploffingsgevaar tot gevolg. Propyleenimine kan bij verwarming ontploffen en is in vrijwel alle omstandigheden uiterst ontvlambaar. De stof ontleedt bij verhitting en bij verbranding, met vorming van giftige dampen, waaronder stikstofoxiden.
De stof is irriterend voor de ogen, de huid en de luchtwegen. Blootstelling ver boven de toegestane grenzen kan de dood veroorzaken. Herhaald of langdurig huidcontact kan huidontsteking veroorzaken. Deze stof is mogelijk kankerverwekkend bij de mens.